# Nazionale maschile di rugby a 15 delle Isole Vergini Britanniche
La nazionale di rugby XV delle Isole Vergini Britanniche è  la nazionale di rugby delle Isole Vergini Britanniche, inclusa nel terzo livello del rugby internazionale.